# Torreão (Recife)
Torreão é um bairro do Recife, Pernambuco, Brasil.
Pertence à segunda Região político-administrativa (RPA 2), tendo como vizinhos os bairros de Campo Grande, Encruzilhada, Hipódromo, Santo Amaro e Espinheiro.
É um bairro preponderantemente residencial, de pequena área territorial.

## Demografia
Área Territorial: 16,4 hectares
População (2000): 1083 habitantes 
Densidade demográfica: 66,29 hab./ha.

## História
Até meados do Século XX, a localidade era conhecida como Ilha de Joaneiro. Era, então, predominantemente residencial, habitado por pessoas de baixa renda, numa pequena extensão territorial.
O bairro foi criado através da Expansão Urbana organizada pelo empreendedor Fernando Borges Rodrigues, Abelardo Rodrigues e o advogado Dr. José Urbano que planejou a Rua Othon Paraíso e as outras ruas do bairro como a Rua Augusto Rodrigues, Praça Augusto Rodrigues, Rua Marechal Deodoro, Rua Padre Miguelinho, etc.
Hoje é considerado um bairro de classe média-alta com edifícios luxuosos, e, apesar de sua pequena área, é tido como um bairro promissor por grandes construtoras por ainda contar com um grande numero de terrenos.

## Características urbanas
Suas habitações, embora já mais recentes e de melhor qualidade, diferenciam-se das dos bairros vizinhos, por não haver muitos edifícios.  Apesar dessa peculiaridade, é uma das áreas recifenses com maior transformação urbana sustentável, destacando-se, entre os urbanistas, por estas características.
Sua localização ajuda nessa característica, por estar ladeado pela Estrada de Belém, Avenida Norte e Avenida Governador Agamenon Magalhães